# Vitold Bialynitski-Biroulia
Vitold Kaetanovitch Bialynitski-Biroulia (en biélorusse : Вітольд Каэтанавіч Бялыніцкі-Біруля ; en russe : Витольд Каэтанович Бялыницкий-Бируля), né le 31 janvier 1872 (12 février dans le calendrier grégorien) dans un village de l'Empire russe près de Białynicz dans le gouvernement de Moguilev (aujourd'hui dans le raïon de Bialynitchy, en Biélorussie) et mort le 18 juin 1957 près de Tver, est un peintre d'ascendance biélorusse, d'abord sujet de l'Empire russe, puis citoyen soviétique. C'est un peintre de genre réaliste.

## Biographie
Il naît dans une famille de fermiers catholiques d'ascendance polonaise qui change plusieurs fois de domicile. Le père, Kaetan (Gaëtan  en français), devient employé de navigation sur le Dniepr et amène son fils naviguer parfois avec lui sur le Dniepr, le Pripiat ou la Soj. Vitold habite ensuite chez son frère aîné, Aleksandr, à Kiev où il étudie au corps de cadets, puis à l'école de dessin de Nikolaï Mourachko (1844-1909) et enfin à l'école de peinture, de sculpture et d'architecture de Moscou, auprès de maîtres tels que Sergueï Korovine, Vassili Polenov et Illarion Prianichnikov. Il fait la connaissance à Moscou d'Isaac Levitan et travaille à son atelier. Il peint surtout des paysages sous l'influence de ses maîtres.
Il commence à exposer à partir de l'année 1897 aux expositions de l'Union moscovite des amateurs d'art ; de la Société des artistes de Moscou; ainsi qu'à des concours et expositions internationales. Son nom apparaît dans les catalogues des expositions des Ambulants pour la première fois en 1899. Il présente son tableau intitulé Neiges éternelles en 1901 pour l'exposition jubilaire du Caucase et reçoit une médaille d'or. Il est accepté comme membre des Ambulants à part entière en 1904 et devient académicien quatre ans plus tard.

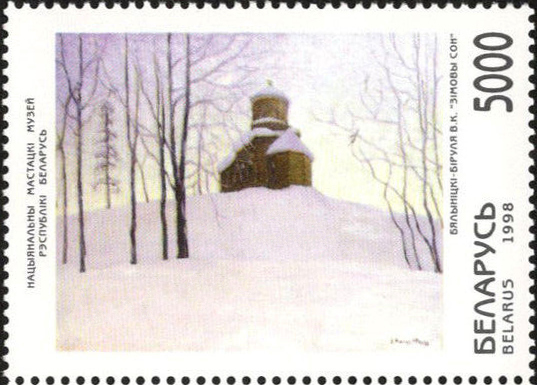
Timbre de la poste biélorusse (1998) d'après son tableau Songe d'hiver (1911), musée national de Minsk

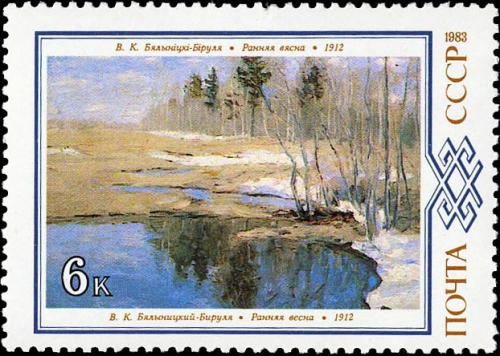
Timbre de la poste soviétique (1983) d'après son tableau Premier printemps (1912)

Sa toile L'Heure du silence (1911) rencontre un grand succès à Munich où elle reçoit une médaille d'honneur, ainsi qu'à Barcelone où elle reçoit une médaille de bronze. L'artiste fait l'acquisition en 1912 d'un terrain au bord du lac Oudomlia à côté de Tver et y fait construire un chalet Modern Style qu'il baptise du nom de « La Mouette ». Levitan habite également à proximité dans une petite villa qu'il a fait bâtir et où il a installé son atelier. Bialynitski s'inspire tout au long de sa vie des paysages des environs et reçoit des amis artistes chez lui, comme Arkhipov, Bogdanov-Belski, Joukovski, Kassatkine, Korine, Korovine, Stepanov, etc. Il n'émigre pas à la révolution de 1917 et donne des cours aux enfants de paysans.
En 1922, il est reçu comme membre de l'Association des artistes de la révolution s'efforçant de tenir vivace les traditions des paysagistes russes du siècle passé. Il obtient la permission de voyager à travers le pays dans les années 1920 et 1930. Il s'intéresse à la construction et à l'organisation d'un sovkhoze nommé Gigant (le géant) et d'une commune agricole collective nommée Seïbit, d'un combinat métallurgique nommé Azovstal (acier de l'Azov) situé à Marioupol. En 1933, 1935 et 1937, il fait partie d'expéditions polaires dont il tire quelques paysages. Il produit également en 1936 une série de tableaux d'après les lieux où vécut Pouchkine et qu'il parcourt in situ. Il réalise aussi des vues de combats de l'Armée rouge dans les années 1940.
Il reçoit le titre d'artiste du Peuple de la république socialiste soviétique de Biélorussie en 1944 et celui d'artiste du Peuple de la république socialiste fédérative soviétique de Russie en 1947. Cette année-là, il est reçu à l'Académie des sciences d'URSS. Il peint souvent les mois de mai et juin dans une datcha des environs de Minsk.
Il meurt dans sa datcha « La Mouette », le 18 juin 1957, à l'âge de quatre-vingt-cinq ans. Cette maison est aujourd'hui un musée consacré à l'artiste.
Ses œuvres se trouvent à la galerie d'art de Tver, dans de nombreux musées de province en Russie et au musée national des beaux-arts de Biélorussie à Minsk.
Il est enterré au cimetière de Novodevitchi de Moscou.

## Galerie d'images

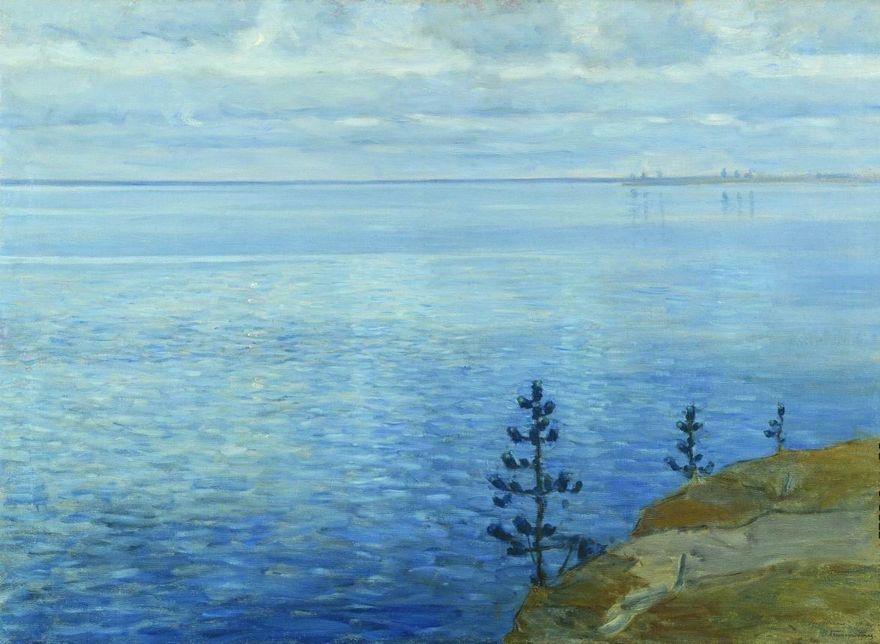
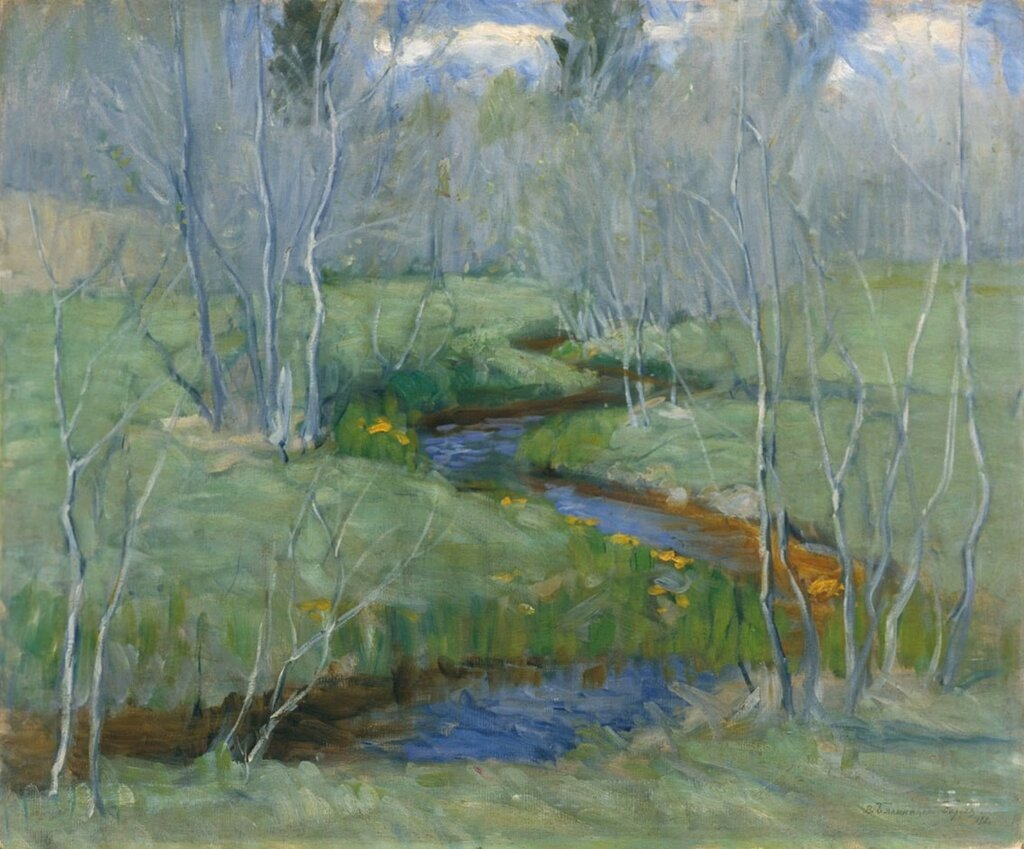
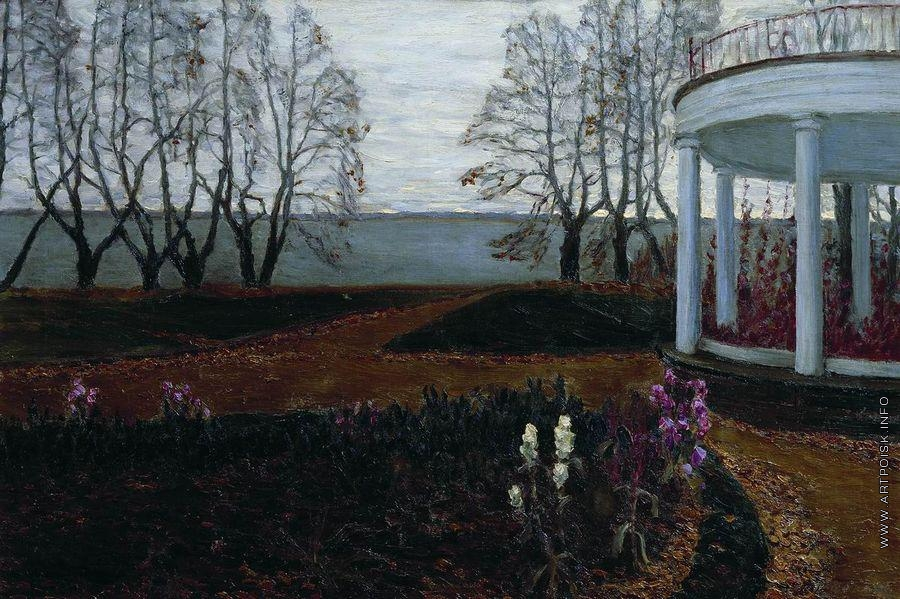
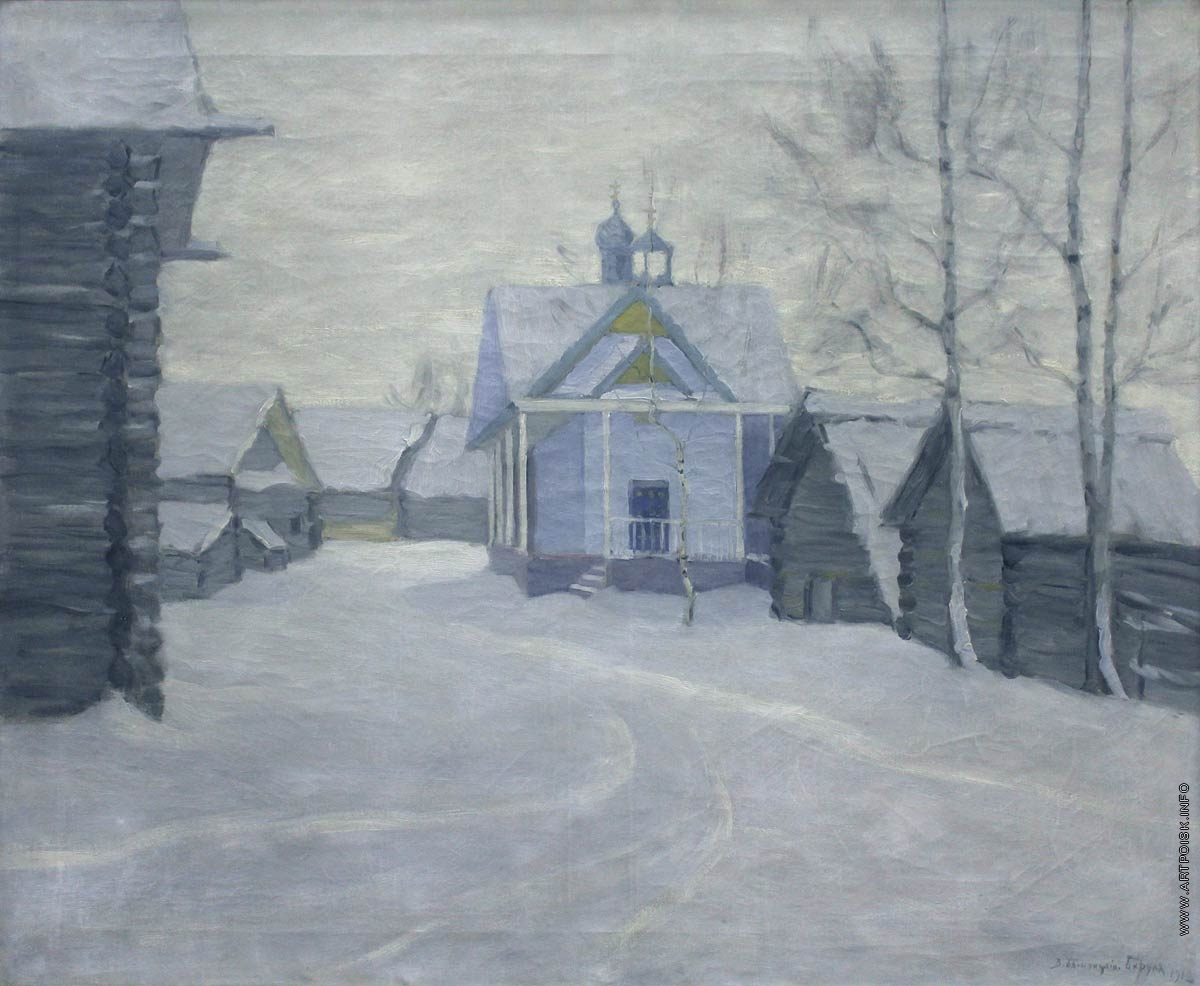
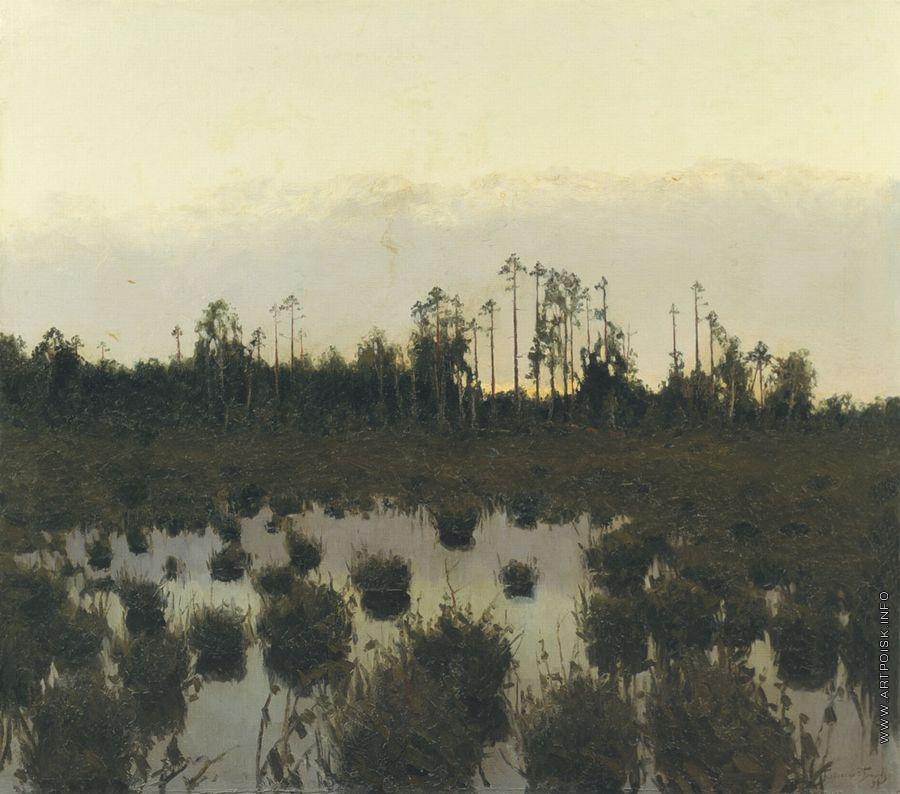
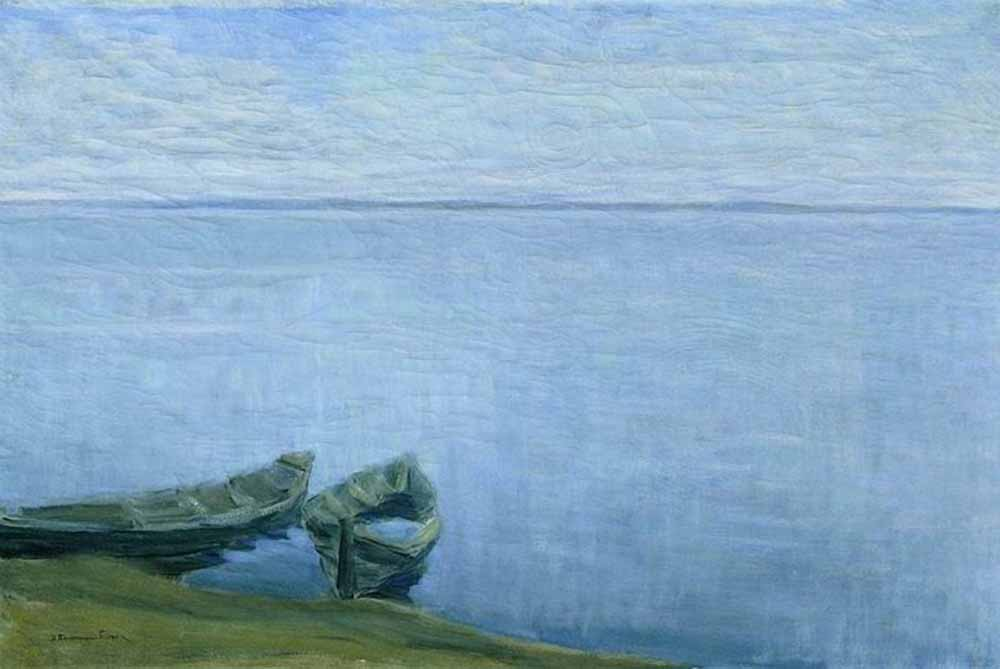
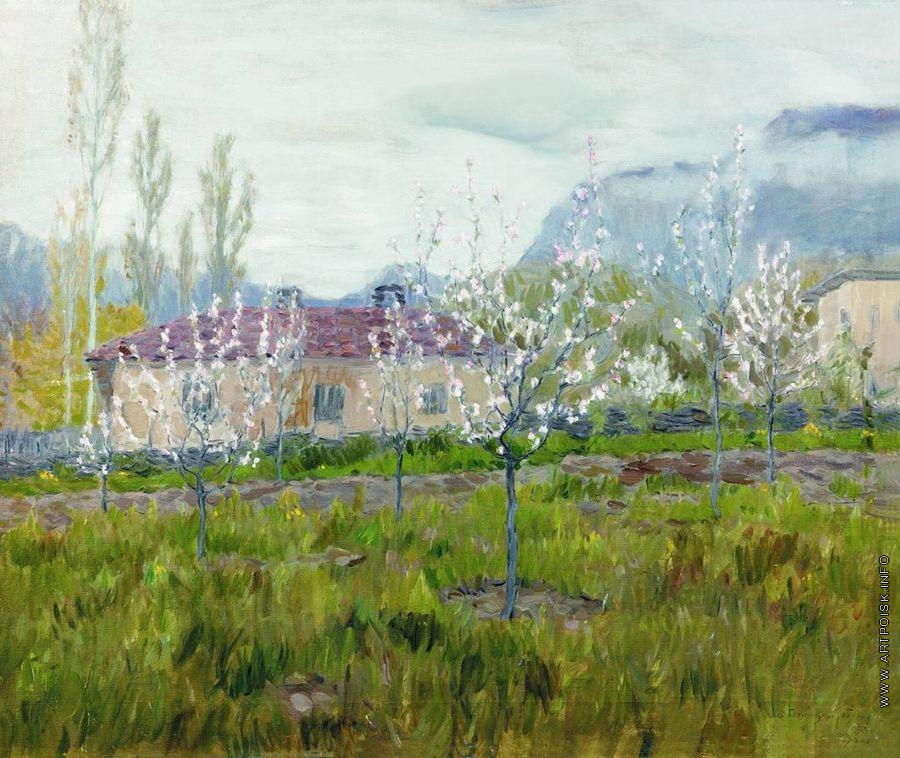
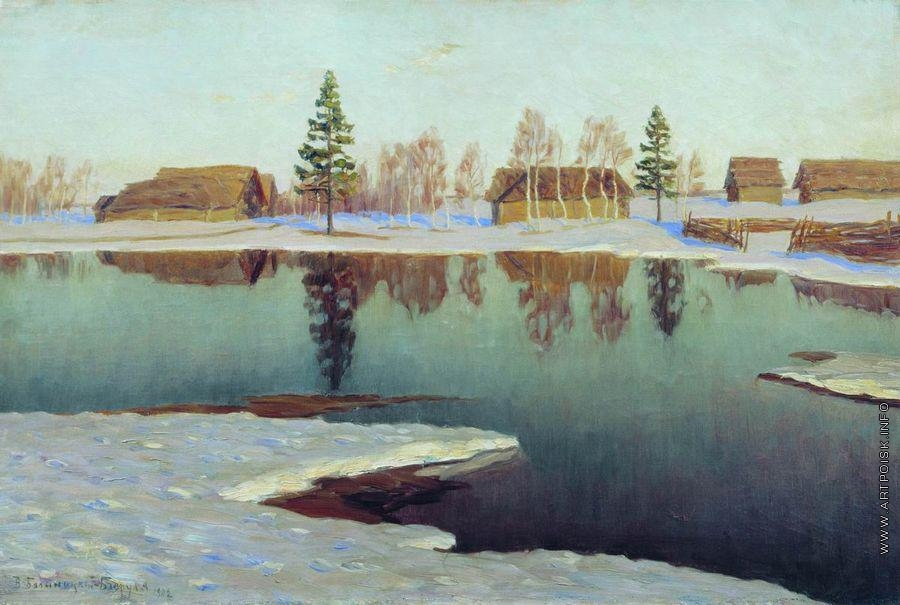
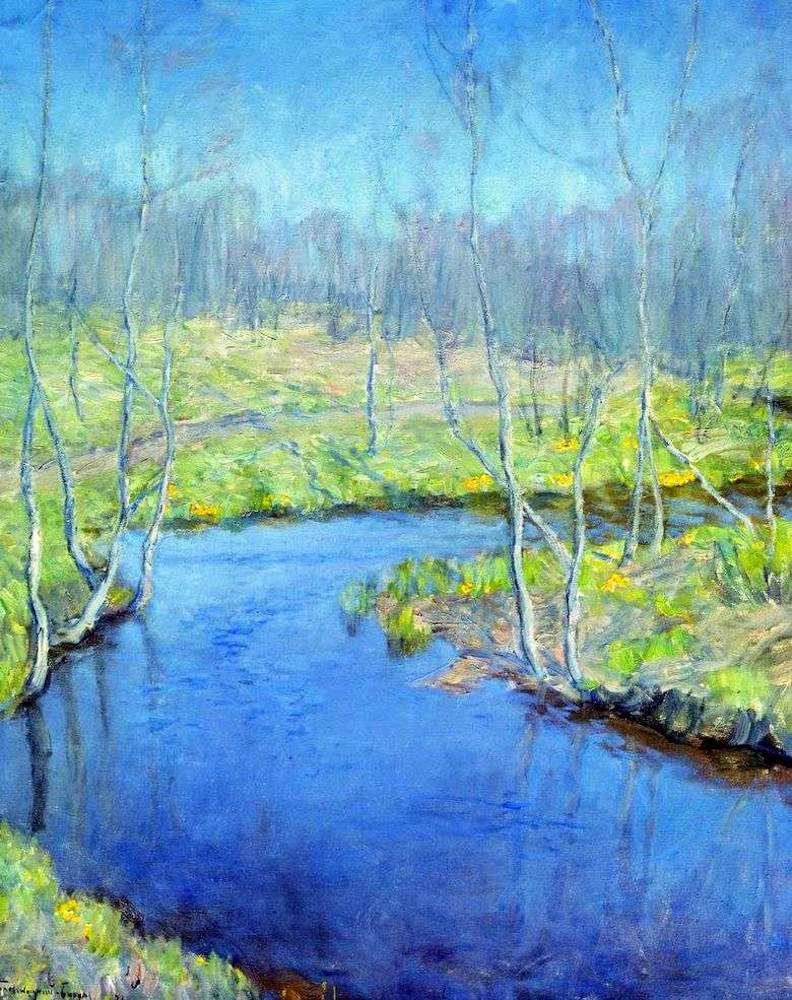